# Бомбардировка
Бомбардировка (на френски: bombardement) (бомбено нападение, бомбен рейд) е обстрелване с артилерия хвърляне бомби от самолет или организирано масово нападение на бомбардировачи над противникова територия.
Терминът датира от 17 век, като с него първоначално се обозначава обстрелът на обекти от наземната и корабната артилерия, тъй като използваните от тях боеприпаси са наричани бомби. По-късно, с появата на военната авиация, терминът се използва преимуществено за бомбовите удари, нанасяни с нейна помощ.

## Цели
Целите за бомбардиране предварително са проучени и зададени, за да се нанесат максимални щети на противника.
Бомбардирането може да бъде част от тактически план за непосредствено водене на военни действия. Тогава основно се използват артилерия, щурмови самолети, пикиращи бомбардировачи или бомбардировачи, нанасящи масирани бомбови поражения върху големи площи.
Стратегическите бомбардировки в основната си част имат за цел унищожаване индустриални зони или военни съоръжения от дълбоко ешелонирана отбрана на противника, но през Втората световна война става практика и бомбардирането на граждански обекти.

## Стратегически бомбардировки
Теорията за стратегическите бомбардировки води началото си от т. нар. Доктрина Дуе, разработена от италианския генерал Джулио Дуе (Giulio Douhet), според когото главната цел на атаките от въздуха трябва да са не само фронтовите линии и близкия тил на противника, а и дълбокият тил на противника, което ще доведе до сриване на икономическата му мощ и деморализирането му.

## Стратегически бомбардировки над България
Най-крупните стратегически бомбардировки над граждански обекти в България, без да променят съществено военната обстановка по време на Първата и Втората световни война са:
- Бомбардировката на град Балчик от отряд руски бойни кораби през декември 1916 г. Това е третото бомбардиране на Балчик от Черноморския флот на Русия, причина за големи разрушения, който има характер на наказателна и репресивна мярка в резултат на успешните бойни действия на българската армия на Добруджанския фронт срещу румънски, руски и сръбски войски.[3]
- Бомбардировките на София през 1943 и 1944 г., като наказателна мярка срещу България за участието ѝ на страната на Германия и обявената война на Англия и САЩ.